# Eriastichus masneri
Eriastichus masneri är en stekelart som beskrevs av Lasalle 1994. Eriastichus masneri ingår i släktet Eriastichus och familjen finglanssteklar.
Artens utbredningsområde är Dominikanska republiken. Inga underarter finns listade i Catalogue of Life.